# قرية الخيالة
تقع منطقة قرية الخيالة وقراها في منطقة على امتداد وادي تربة جنوب شرق مدينة الطائف وتبعد حوالي 130 كيلومتراً ويتراوح ارتفاعها ما بين 2200 إلى 3500 قدم عن سطح البحر وطبيعة هذه المنطقة زراعية وجبلية على نصفين تتخللها بعض الأودية المنحدرة مظن أعالي جبال السراة. وهي تابعة لمنطقة مكة المكرمة

## سكانها
وعدد سكانها أكثر من 10,000 عشرة الالف نسمه يعملون في الزراعة ورعي الماشية وتحتل هذه المنطقة مساحة شاسعة في حدود منطقة مكة المكرمة محافظة الطائف حيث يصل نطاقها الجغرافي إلى منطقة تربة وخيالة غامد شرقا إلى منطقة الرقيق شمالاً إلى حدود منطقة بوا. بطول من الشمال إلى الجنوب أكثر من 50 كيلومتراً ومن الشرق إلى الغرب أكثر من 30 كيلومتراً
- الخيالة الشمالية

ويقطعها وادي عمق ووادي إهره وتقع فيها الكثير من الأحياء والخدمات والمرافق العامة ويقع بها سوق الخميس الذي يعتبر من آشهر الأسواق في المنطقة كما انها تعتبر من أشهر المناطق التي تتكاثر بها شجرة السمر والكثير من الأعشاب البرية ويسكنها الجثايث والحطاطبة
- الخيالة الجنوبية

وتقع على وادي تربة وبها الكثير من المزارع والابار التي تمد المنطقة وما جاورها بالمياه وكذالك يوجد بهآ ثروة زراعية كبير حيث يزرع بها النخل والرمان والعنب واليمون وكثير من الفواكه والخضروات وتوجد بها مواقع اثرية قديمة
- الخيالة الوسطى

وهي على شرفة جبل الخيالة ويقع بها مستوصف الخيالة والكثير من المرافق الاجتماعية من مدارسة وغيرها كما انها تعتبر المركز الرئيسي لأبناءمنطقة الخيالة ويتواجد بها أغلب السكان ويقطعها الطريق آلرئيسي الذي يصل الطائف ب منطقة الخيالة ب منطقة بيشة حيث يمر به الكثير من السياح والمصطافين ويقع بها سد وادي تربة

## سد وادي تربة
يعد سد وادي تربة من سدود المملكة العربية السعودية , يقع على وادي تربة ويقع في قرية الخيالة ويبعد عن مركز تابعه للبقوم  12 كم وعن مدينة تربة 20 كم جنوبا ويبعد عن قرية العلبة التابعة لمحافظة تربة حوالي 25 كم شمالا، وقد تم إنشاؤه بتاريخ 1402/3/1 هجرية في عهد خالد بن عبد العزيز آل سعود آل سعود، وقد قامت ببنائه إدارة تنفيذ المشروعات بوزارة الزراعة والمياه بالمملكة العربية السعودية. و يبلغ طول السد 494 متر وارتفاعه 22.5 متر وتبلغ سعة التخزين به 20 مليون متر مكعب ومعدل تصريف المياه 7000 متر مربع في الثانية.